# Ticket to Paradise
Ticket to Paradise is een Amerikaanse romantische komedie uit 2022 onder regie van Ol Parker.

## Verhaal
David en Georgia Cotton zijn een voormalig getrouwd stel die elkaar haten en spijt hebben van hun huwelijk, dat 20 jaar eerder eindigde. Hun dochter Lily studeert rechten en gaat met haar vriendin en mede-afgestudeerde Wren op vakantie naar Bali. Daar wordt Lily verliefd op de jonge Balinese zeewierboer genaamd Gede. 37 dagen later laat Lily haar ouders weten dat zij en Gede zullen trouwen, en dat ze haar juridische carrière zal opgeven om permanent in Bali te settelen. David en Georgia sluiten een wapenstilstand om Lily ervan te overtuigen dat ze overhaast is en dezelfde fout maakt als zij. Hun piloot op de vlucht naar Bali blijkt Paul te zijn, de veel jongere vriend van Georgia.
David en Georgia geven hun mondelinge zegen aan Lily en Gede, maar beramen in het geheim een strategie om de bruiloft van binnenuit te saboteren. Terwijl ze dit plan uitvoeren, bouwen David en Georgia opnieuw een bad op. Ze leren ook Gede en zijn grote familie kennen en komen erachter dat hij echt om Lily geeft.

## Rolverdeling
- George Clooney als David Cotton
- Julia Roberts als Georgia Cotton
- Kaitlyn Dever als Lily Cotton
- Billie Lourd als Wren Butler
- Maxime Bouttier als Gede
- Lucas Bravo als Paul

## Productie
Aanvankelijk zou de film worden opgenomen op locatie in Bali, maar vanwege de nationale maatregelen rondom de coronapandemie, werd de film in 2021 opgenomen in Australië in plaats van Indonesië. Parker lichtte dit toe in een interview met NU.nl: "We wisten niet hoelang we nog moesten wachten als we op Bali wilden filmen en George en Julia hadden maar beperkt tijd in hun drukke schema's. Het moest dus in die periode gebeuren. [..] We werden gedwongen tot een radicale verandering. Toen duidelijk werd dat Bali nog geen optie was in de tijd dat George en Julia beschikbaar waren, werd het de vraag of we het project in de prullenbak zouden gooien. Of we konden een andere manier vinden om het te laten werken. [..] We hadden een crew op Bali die wat achtergrondbeelden heeft geschoten. En die zijn met behulp van CGI alsnog in de film terechtgekomen. Het was zeker een uitdaging, maar dat geldt voor elke film die in tijden van COVID-19 werd gemaakt."

## Ontvangst
De film werd in Nederland uitgebracht in 128 filmzalen. Criticus van De Volkskrant had slechts twee uit vijf sterren over voor de film en lichtte toe: "Godzijdank zorgt het charisma van Roberts en Clooney voor sjeu, in deze lauwe poging om het romantische gehakketak van de klassieke screwball-komedie te combineren met vrijblijvend familiedrama." Ook recensent van Trouw vond de film een 'komische laagvlieger': "Julia Roberts en George Clooney houden zich stevig vast aan het venijn dat Parker hun in de mond legt, maar ze moeten zich zien te redden met een verhaal dat weinig om het lijf heeft." Criticus van De Telegraaf kwam met een soortgelijke conclusie: "Over de hele linie blijft Ticket to paradise een karig uitgewerkte film. Stel je dit verhaal eens voor met twee onbekende hoofdrolspelers en er blijft weinig meer van over. Maar eerlijk is eerlijk: Clooney en Roberts verstaan hun vak, zowel op komisch als dramatisch vlak. Dat scheelt een hoop."
Regisseur Parker kreeg enige kritiek van Amerikaanse media voor het casten van Maxime Bouttier, die een Indonesische moeder en Franse vader heeft, voor de rol van Balinese man. Parker adresseerde dit in het interview met NU.nl: "Maxime heeft een huis op Bali. Hij woont daar. We hebben veel acteurs gesproken en hij is het geworden. Het was teleurstellend om dat te lezen. Hij was zelf ook verbaasd. Hij ziet zichzelf als Balinees. Ik ken geen enkele Balinese persoon die hier een probleem mee had".